# Naturschutzgebiet Griever Holz
Koordinaten: 53° 56′ 20,8″ N, 12° 29′ 36,7″ O
Das Naturschutzgebiet Griever Holz ist ein als Naturschutzgebiet ausgewiesenes Laubwaldgebiet in Mecklenburg-Vorpommern. Die umliegenden Ortschaften heißen Grieve, Polchow und Stechow (Gemeinde Walkendorf).
Die Unterschutzstellung erfolgte am 22. September 1990 und umfasst ein Gebiet von 200 Hektar. Der Gebietszustand ist gut. Der NABU Mecklenburg-Vorpommern setzt sich für die weitere Entwicklung des Naturschutzgebietes ein.

## Historie
Vergangene Nutzungsformen sind in der Wiebekingschen Karte von 1786 belegt. Der Waldanteil war im Schutzgebiet und den umgebenden Flächen wesentlich höher. Die Flächen gehörten bis ins 20. Jahrhundert hinein zu den Gütern Dalwitz und Prebberede. Nach der Bodenreform 1945 entnahmen Neubauern umfangreiche Holzmengen ohne Wiederaufforstung. Im Jahr 1960 gingen die Nutzungsrechte an den Staatlichen Forstwirtschaftsbetrieb über. In den ungestörten Kahlflächen konnte eine naturnahe Entwicklung einsetzen.
Der NABU Mecklenburg-Vorpommern hat 2006 von der Bodenverwertungs- und -verwaltungs GmbH 116 Hektar im Rahmen des Nationalen Naturerbes übertragen bekommen und bemüht sich um den weiteren Schutz des Schreiadlers. Umfangreiche Feuchtgebiets-Renaturierungsarbeiten erfolgten im Jahr 2011.

## Wasserhaushalt
Das Gebiet entwässert über den westlich gelegenen Bach Polchow in die Recknitz. Im zentralen Teil finden sich auch abflusslose Senken.

## Pflanzen- und Tierwelt
Die Waldflächen sind größtenteils mit Waldmeister-Buchenwald bestockt. Im Westteil des Gebiets befinden sich Kesselmoore mit Wollgras, Moor-Birke, Sumpf-Porst und Torfmoosen. Es wurden 62 verschiedene Pilzarten bestimmt.
Als Brutvögel sind Schwarzstorch und Schreiadler belegt, letztgenannter auch mit Bruterfolg im Jahr 2009.